# Aerosaurus

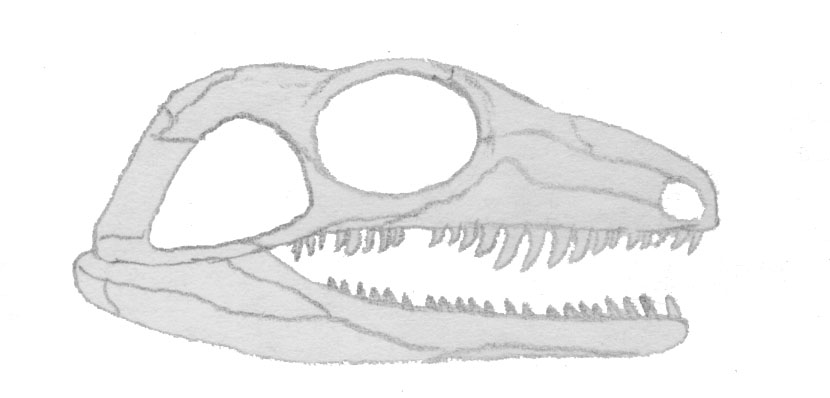
Cráneo de Aerosaurus.

Aerosaurus es un género extinto de sinápsidos pelicosaurios perteneciente a la familia Varanopidae. Vivió en el periodo Carbonífero Tardío al Pérmico Temprano en Norteamérica.